# Сибирска академија финансија и банкарства
Сибирска академија финансија и банкарства је недржавна високошколска установа која се налази у Новосибирску. Основана је 1992. године , од 2016. године пружа обуку у програмима средњег и високог образовања ( дипломски, мастер, специјалистички) из области економије, финансија, рачуноводства, банкарства, менаџмента и трговине. Укупан број студената у 2016. години је 1402, од чега су 332 редовни студенти  .
2007. године постала је прва недржава образовна установа изван Урала, која је добила статус академије.
Угашена је до 2022. године.

## Историја
Идеја о стварању образовне установе у сибирском региону за обуку банкарских стручњака формулисана је у априлу 1992. Дана 14. јула донета је одлука о оснивању Сибирске школе за банкарство, 4. августа (званични датум оснивања универзитета  ) одржана је конститутивна скупштина, која је резултирала регистрацијом ТОО „Сибирске међународне високе школе банкарства“ (СМВШБД). 10. новембра нови универзитет је издао прву лиценцу за образовну делатност на смеру „ Економија. “  .
Дана 23. новембра 1992. године отворено је дописно одељење и прва група студената је почела са наставом. 27. фебруара 1993. године отворено је вечерње одељење. 17. маја 1993. године почели су да студирају студенти прве групе дописног одељења на основу средњег специјализованог и непотпуног високог образовања. 28. септембра 1993. године донета је одлука о оснивању Високе школе за финансије и банкарство као структурног одељења СМВШБД, која је постала основа средњег стручног образовања у структури универзитета.
Почетком 1994. академске године, економски одсеци су радили у саставу СМВШБД (руководилац - Текутиев В.И. Е. ), опште теоријске дисциплине (руководилац — Мелников О. А. ), финансијска информатика (руководилац — Котјуков В. И. ), рачуноводство, ревизија и опорезивање (руководилац — Полосаткина Е. А. ), финансијско управљање (руководилац — Болгова Е. ДО. ), финансије и кредит (руководилац — Фадеикина Н. ИН. ).
Дана 23. септембра 1994. године СМВШБД је први у Сибиру стекао право да спроводи теоријску обуку запослених у комерцијалним банкама за обављање послова у страној валути, као и усавршавање специјалиста комерцијалних банака  .
Године 1995. списак одсека је допуњен Одељењем за опште теоријске дисциплине, касније реорганизовано у Одељење за филозофију.
1996. године Сибирска међународна виша банкарска школа, у вези са реорганизацијом на основу новог федералног закона „О високом и постдипломском образовању“, преименована је у недржавну образовну установу високог професионалног образовања „Сибирски институт за финансије и банкарство“ (СИФБД).
Институт почиње са издавањем часописа „Сибирска финансијска школа“, чији је главни уредник од 1997. године ректор Института Н. ИН. Фаидекин. Часопис објављује студије које су од интереса не само за теоријске економисте, већ и за практичаре и запослене у законодавној и извршној власти региона региона. Због промена у руском законодавству, јединица за припрему курса СИФБД је преименована у Факултет за додатно образовање. Формиран је образовно-методолошки центар за обуку и преквалификацију професионалних рачуновођа. 
1997. године СИФБД добија акредитацију као центар за обуку за припрему и сертификацију арбитражних и антикризних менаџера и пролази државну акредитацију.
1998. године СИФБД је добио право да отвори постдипломски курс у специјалности „Финансије, монетарни промет и кредит". Структура одељења Института је претрјела промене, појавио се Одсек за педагогију и психологију.
1999. године од Катедре за опште теоријске дисциплине формирана је Катедра за стране језике.
2000. године институт је успешно прошао још једно атестирање и државну акредитацију.
Дана 18. априла 2003. године, на основу СИФБД-а, отворено је регионално дисертационо веће за одбрану дисертација за степен кандидата наука на специјалностима „Финансије, монетарни промет и кредит“ и „Економија и управљање националном привредом“. 
СИБФД је 2004. године отворио мастер програм на специјалностима „Рачуноводство, ревизија и анализа“, „Финансије“, „Банке и банкарство“, „Менаџмент“.
Године 2005. часопис „Сибирска финансијска школа“ је уврштен у листу периодичних и научних и техничких публикација објављених у Руској Федерацији, којима је дозвољено објављивање главних резултата дисертација за звање доктора наука.   Исте године, на бази средње школе број 163, отворено је одељење дописног факултета високог стручног образовања у Совјетском округу (Академгородок) Новосибирска.
2007. године универзитет је добио нови статус - академија, постајући прва приватна академија иза Урала.
Угашена је до 2022. г.

## Линкови
- веб-сајт академије